# まにまに
『まにまに』は、松浦聡彦による日本の漫画作品。『クラブサンデー』（小学館）にて連載されていた。単行本は全2巻。
ちょっとHなギャグコメディ作品である。

## 登場人物
鬼切 漫丸（おにきり まんまる）
私立渡古園中学校の2年生。甲賀流忍術薬学師の末裔にして継承人。漢方オタクで生薬のコレクター。ひょんなことからカブラを引き抜き、カブラのマスターとなった。
アブラ・カブラ
漫丸の友（植物性）。マンドラゴラ族の掟で自分を引き抜いた漫丸の願いを何度でも叶えてくれる。カブラのエキスは優れた薬効をもたらす反面、効果が切れた後は下痢になるのが難点。
碧野 翡翠（みどりの ひすい）
私立渡古園中学校の2年生。漫丸の幼なじみ。漫丸に好意を抱いているようである。ベラドンナのマスター。
ベラ
植物界の美の化身ベラドンナ一族。400年前にカブラの花粉をつけた蝶によって受粉してしまいカブラの子供を両耳に身ごもってしまった。純潔を奪われた恨みを晴らすためカブラのマスターである漫丸を奪おうとするが、あっさりと翡翠につかまってしまい。翡翠の提案でカブラの押しかけ女房になった。
安田 桃子（やすだ ももこ）
漫丸の友人安田のお姉さん（巨乳）。子供の頃に宝の地図を見つけ、漫丸と大きくなったら2人で宝探しをする約束をしていた。だが、宝の地図はハバネロの罠であった。そのことに怒った桃子はハバネロのマスターとなり、以降はハバネロをこき使っている。
ハバネロ
悪い魔界草。契約返しの秘術に手を出して300年間孤島に幽閉されていた。桃子をマスターとした後はこき使われながらも忠誠を誓っている。

## 単行本
- 第1巻 ISBN 978-4091217707
- 第2巻 ISBN 978-4091221780